# Ốc anh vũ
Ốc anh vũ (danh pháp khoa học: Nautilus pompilius) là loài động vật thân mềm điển hình của chi Nautilus và họ Lautilidae, sống dưới đáy biển sâu vài trăm mét ở vùng nhiệt đới và cận nhiệt đới rất cổ xưa. Loài này đã tồn tại trên Trái Đất khoảng 350 triệu năm nên thường được gọi là một dạng hóa thạch sống. Chúng phân bố ở nam Thái Bình Dương, gần các rạn san hô và đáy biển ngoài khơi Úc, Nhật Bản và Micronesia.
Hóa thạch cổ xưa nhất được biết đến có niên đại Pleistocene sớm, được tìm thấy trong lớp trầm tích ngoài khơi đảo Luzon của Philippines.

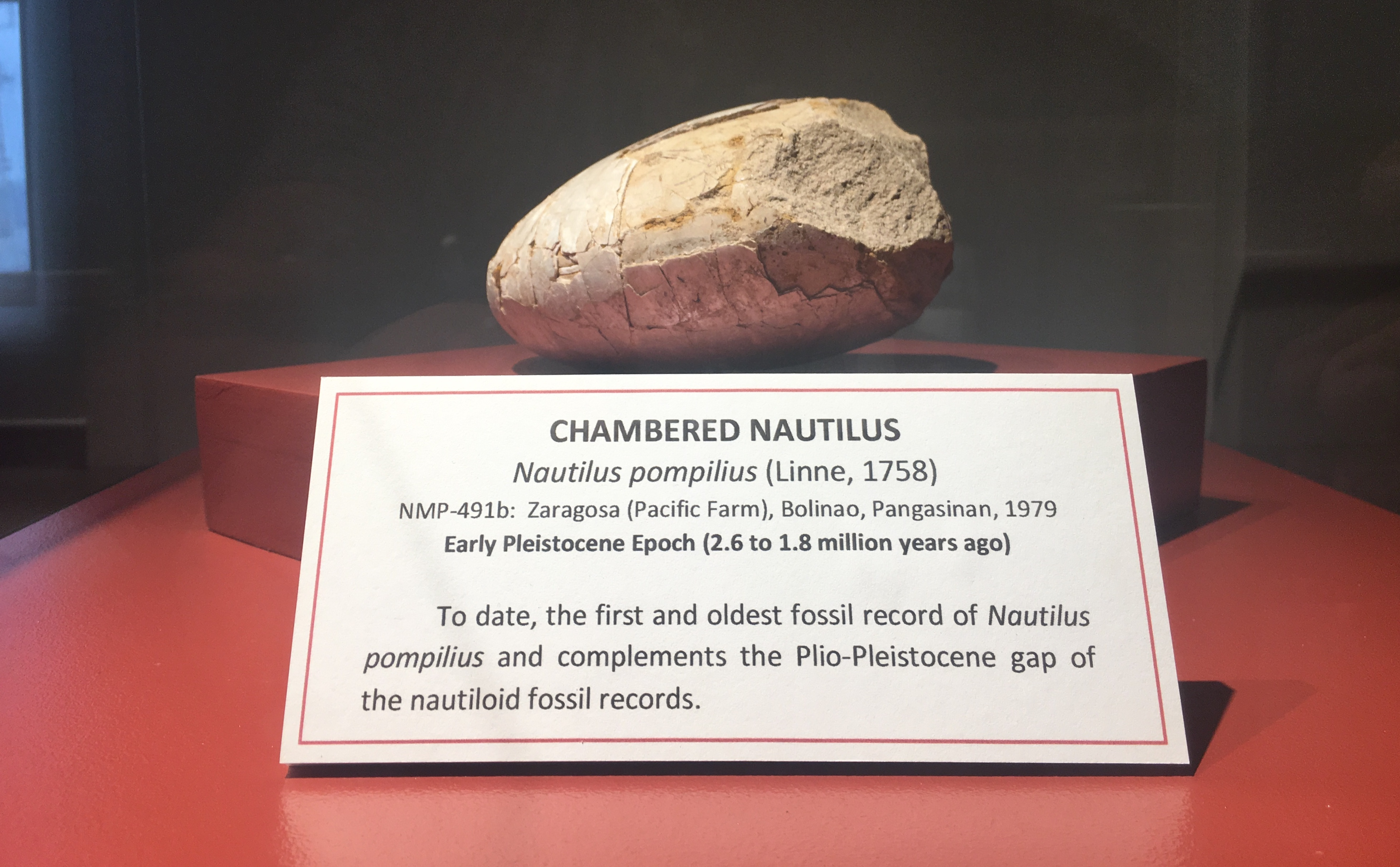
Hóa thạch cổ xưa nhất của ốc anh vũ được trưng bày tại Bảo tàng Quốc gia Philippines.

Hiện ốc chỉ còn số lượng ít do bị khai thác mạnh làm đồ trang sức và hàng mỹ nghệ, gây nguy cơ bị tuyệt chủng. Năm 2016, ốc anh vũ được xếp vào CITES Appendix II, cấm buôn bán trên phạm vi thế giới.

## Mô tả
Ốc anh vũ có chiếc vỏ cứng rất đẹp, bên ngoài có vằn hình lượn sóng xám đỏ xen nhau. Bên trong là lớp xà cừ trắng bạc long lanh. Có thể được coi là thứ đồ trang sức đẹp. Thân ốc mềm nằm trong vỏ, đối xứng 2 bên. Từ trung tâm vỏ ốc ra đến miệng có những lớp màng ngăn chia vỏ thành hơn 30 buồng khí. Cơ thể ốc chỉ chiếm một gian ngoài cùng, các gian còn lại đều bỏ trống. Giữa các buồng có ống thông, Dùng để điều tiết sự phân bố khí, làm cho ốc nổi hoặc chìm.
Ốc anh vũ là loài động vật chân đầu (Cephalopoda) cổ nhất còn lại. Quanh miệng ốc và 2 cạnh đầu có khoảng 90 xúc tu, Trong đó có hai cái chân lại rất dày, sau khi co vào vỏ nó bít miệng lại để tự vệ. Khi vồ mồi, toàn bộ xúc tu đều mở ra. Khi nghỉ ngơi xúc tu đều co vào trong vỏ, Chỉ để lại một vài cái để cảnh giác. Nó còn có một phễu phun nước cấu tạo bởi 2 mảnh cơ hợp lại.
Ốc có thể tự do điều tiết sự phân bố khí trong buồng khí của cơ thể để điều khiển sự chìm nổi, lại có thể phun nước qua chiếc phễu để di chuyển trong làn nước xanh, rất giống sự hoạt động của một tàu ngầm nên còn được gọi nôm na là tàu ngầm sống.

## Sinh sống
Ốc anh vũ thường nằm phục dưới đáy biển sâu, nó bò bằng xúc tu, phục kích trong đá san hô và đá; đôi khi phun phễu để di chuyển. Nhất là vào những lúc sau cơn bão vào buổi chiều, chúng kéo đàn nổi lên mặt nước kiếm ăn, nhưng chỉ một lát rồi lại trở về đáy biển. Thức ăn là tôm, cá con.

## Trong văn học
Nautilus là tên chiếc tàu ngầm của thuyền trưởng Nemo trong tác phẩm văn học hư cấu của nhà văn Jules Verne, xuất hiện trong 2 tiểu thuyết giả tưởng là Hai vạn dặm dưới đáy biển và Hòn đảo bí mật. Trong truyện, thuyền trưởng Nemo là một hoàng tử và là người chế tạo cũng như lãnh đạo con tàu ngầm Nautilus.